# 吉田由
吉田 由（よしだ ゆい）は日本の俳優、元子役。

## 主な出演作品

### テレビ
- テツワン探偵ロボタック（1998年3月8日 - 1999年1月30日、テレビ朝日）榊シゲル 役

### オリジナルビデオ
- テツワン探偵ロボタック&カブタック 不思議の国の大冒険（1998年12月11日、東映ビデオ）榊シゲル 役